# 重庆苇子
卢苇（1993年9月17日—），笔名重庆苇子，90后作家，网络红人，曾因一篇名为《我家没有宝马车，只有藏书数千卷》的网帖，引起广大网友及媒体的关注，
被称为“藏书妹”。
由于她担心个人生活和学习受到干扰，始终不肯公布自己考取了哪一所大学，至今只能知道她是中国重庆巴蜀中学2012届高三应届毕业生。

## 早期经历
曾在新浪微博上被一些外邦人士称为在中国最著名的女子高中生重庆苇子，除了每天应对艰辛浩繁的功课作业，她还冲破校园这座“围城”，去日本旅游；。
探访文革红卫兵墓园； 在同学中做关于金钱观和文革的问卷调查；直播高中课堂上师生间互动和亲身参加艺考的过程，让大家对90后学校生活有更加直观的认识；不但如此，她还深入贫困山区采访乡民；
帮助90后弱小伤残者等等。
她把这些真实的体验发表在网上，这已成为她表达思想的一种方式，而这些图文并茂的作品，每一次出现都会受到很多关注，从而引来各大媒体的报道。
2013年，她受邀回到母校巴蜀中学，在可以容纳上千人的大礼堂里，登上迎接过不少知名学者、艺术家、资深教育家的舞台，对全校师生讲述了她独特的青春故事。    一百多年前，弗洛伊德从人的生命意义的角度出发，提出"快乐主义”生命是第一原则，认为人类所做的一切奋斗，都是为了摆脱自然界的束缚，获得最大限度的解放。现代教育理念的走偏，很大程度上让学习变成一个被痛苦灌输的过程，而苇子的勇敢亮剑，无疑是一种快乐本性的下意识逆反。
2014年，同样是这位勇敢地宣称“90后最好特质就是把社会时尚推进得太快”的美丽女孩，  先是在她的新浪微博里画了一幅漫画“五十年后的自画像”，然后竟然发出超越时空的感慨：“看见很多人喜欢骂老一辈人是红卫兵。唉，总有一天，咱们90后会成为二十世纪出生的最后一代人。到那时，00后，妖后(10后)，20后，30后，40后……肯定都会仿效这种做法，在网上群起而攻之，骂我们90后是上个世纪的老不死！最悲催的是咱们还没任何后援，一想起就各种心酸各种泪奔……”

## 一夜爆红
“我家没有宝马车，只有藏书数千卷。”
苇子年满18岁的时候，父母赠送给她的生日礼物竟然是3000多册藏书，

其中不少是民国时期和文革前后的旧书，还有相当部分是绝版书•	这让一贯爱好写作，喜欢绘画的苇子感到欣喜异常。•	她拍了一组藏书的照片发在网上，并这样来形容自己激动的心情：“2012过年之前那几天，市内专业联考结束，我终于有享受宅女高档生活的闲暇了，于是搬来一架人字梯，穿着维尼拖鞋站在高高的书柜上，晃悠着将这些宝贝逐一清点了一遍。那些书很多都采用古旧的繁体排版格式，让我找到一种全新的感觉。它们看上去很有秋天落叶的味道，黄灿灿的，像是做了一个长长的日光SPA。”在社会价值观普遍迷失的今天，不少年轻女孩总爱借着网路这个自由开放的平台，炫耀豪车、名包、名表甚至花花绿绿的钞票，使用的招数挖空心思、层出不穷。苇子这一另类“炫富”之举却令大家耳目一新，

她也因此一夜爆红，
被广大网友及全国媒体称为“藏书妹”。 

## 争议热点
“藏书妹”这条新闻大量传开之后，有许多人讥讽苇子，

说她 “炫书”同样是在炒作。但以人民网、新华网为代表的主流媒体却力挺她。2012年3月6日，人民网首页头版大图刊登了苇子“炫书”的照片，3月23日，人民日报海外版又刊发了“90后”女生网上“炫书”的新闻。2012年3月21日，新华社《中国网事》发布视频“E哥有话说”：“重庆90后炫书女叫板炫富女”，不仅赞扬苇子的举动宣扬了“多读书，读好书”的美德，而且还认为，即使是炒作，相对于那让人抓狂的各种“炫富门”来说，这样的“炒作”还是更多一点好。3月30日，新华社派记者去重庆巴蜀中学采访了正在紧张备战高考的苇子，并发表了《别人“炫富”她“炫书” 重庆90后高中生被称“书二代”》的新闻报道，随后，新华每日电讯刊登了《“炫书女”想唤醒90后对书籍的热爱》的文章，肯定“炫书”是一种文化追求，是精神文明的积累。4月20日，新华每日电讯一位作者在《炫书者的可爱》一文里写道：“书香世家，传书得人，这在读书人家里是多么欣慰的事啊。世上的事，最怕‘所托非人’，最难得是‘高山流水遇知音’。在这位女孩（重庆苇子）的微博上，她写道:“那天外婆还从台湾打电话说，她以前老是担心没人把这些书当回事儿。现在终于有了我这个最合适的传人，所以她特别高兴。”

## 正式作品
2010年12月24日那个风雪交加的平安夜，正在读高二的苇子在《少年先锋报》编辑记者老师带领下，从重庆主城区驱车两百多公里到石柱县鱼池镇鱼池村，认识了15岁的“油灯女孩”向娜。她住在千野草场大山里，家中四年都没通电了，每晚全家人仅靠一盏油灯照明。这次采访很辛苦，也很成功。后来苇子将这次采访写成纪实作品《一个高中女生的社会调查》，发表在人民文学出版社刊物《当代》2012第四期上。这是《当代》首次刊登90后高中生的作品。苇子本人在接受《新京报》采访时表示：“过去我并不了解什么叫‘三农’，直到这次下乡调查，我发觉农村才是最严酷的现实。要是福布斯也评一评最穷苦的人家，那该多好啊！”
2013年7月，已经上大学的苇子出版了她的第一部长篇小说《六月，我们说爱尚早》，该小说文字、插图、封面均由作者独立担当，是一部活泼、健康、诙谐，并带有强烈青春成长印痕的校园爱情作品。
2014年7月，苇子在《当代》发表了第二篇纪实作品《与民国对话：烽火连天的回忆》，内容是一位台湾老兵的抗战回忆录，读者反响较大。 作者为此参加了新华社在各地推出的庆祝新中国成立65周年系列报道活动，作为“年代人物话变迁”的重庆二十岁代表，她在接受个人专访时说：“在与抗战老兵的对话中，我才真正觉得旧中国的战乱频频，民不聊生不再是停留在书本上的简单概念。”
2014年10月，新华社重庆频道刊发了苇子采访实录《口述历史：88岁老人讲述重庆往事》。为苇子讲述老重庆故事的是一位耄耋之年的老人，他上世纪五十年代初从西南人民革命大学毕业，退休前一直在中建公司担任干部和建筑工程师。他尽管耳朵聋了，思路却依旧清晰，甚至还戴上老花镜，找出多年不打交道的钢笔和本子，亲笔书写了上万字的回忆文章。
2014年年末，华艺出版社出版了她的第二部长篇新作《一生花掉一万亿》。这是二十一世纪的《百万英镑》，在这本书里，她继续向那些奢侈成瘾的人生高级玩家们叫板。据苇子自己介绍，它比不得鲁迅的匕首和投枪，起码也算一块好砖头，尽管不是金砖，并不值钱，但若是势大力沉敲下去，怕是也能震醒不少浑浑噩噩的富家子吧！